# Меллер, Пер Стиг
Пер Стиг Меллер (дат. Per Stig Møller, р. 27 августа 1942 года, Фредериксберг) — датский политический и государственный деятель, депутат Фолькетинга от Консервативной народной партии с 1984 года.
Занимал ряд постов в правительстве Дании: Министра по делам окружающей среды с 18 декабря 1990 по 24 января 1993 года, Министра иностранных дел с 27 ноября 2001 года по 23 февраля 2010 года и Министра культуры Дании с 23 февраля 2010 года по 3 октября 2011 года.
По образованию — литературовед, закончил Копенгагенский университет в 1967, защитил докторскую диссертацию в 1973 году. Помимо политики занимался журналистской и преподавательской деятельностью.